# Apocalypse climatique
Pour plus de détails, voir Fiche technique et Distribution.
Apocalypse climatique (Storm War) est un film américain réalisé par Todor Chapkanov sorti en 2011.

## Synopsis
Une série de phénomènes météorologiques inhabituels a lieu autour de Washington. David Grange (Jason London) et Jacob (Wes Brown), deux frères qui s'étaient perdus de vue depuis des années, soupçonnent leur père Marcus (Stacy Keach), ancien prestigieux scientifique du climat, d'être à l'origine de ces événements étranges. 
Après enquête, ils découvrent que tous les ennemis de leur père sont morts, victimes d'accidents liés à une météo anormale. Leurs soupçons sont vite confirmés, car Marcus pirate les transmissions de radio et de télévision pour diffuser son message : il exige que le sénateur Aldrich (Lance E. Nichols), qui dans le passé a annulé ses contrats avec le département de la Défense des États-Unis lui soit livré, sinon Washington en subira les conséquences. 
David et Jacob tentent de s'organiser pour déjouer le plan de Marcus et découvrent qu'il a mis au point un appareil capable de manipuler le climat.

## Fiche technique
- Titre : Apocalypse climatique
- Titre original : Storm War
- Titres alternatifs : Weather Wars, Twister Apocalypse
- Réalisation : Todor Chapkanov
- Scénario : Paul A. Birkett
- Sociétés de production : Active Entertainment
- Musique : Andrew Morgan Smith
- Photographie : Thomas L. Callaway (en)
- Montage : Misty Talley
- Costumes : Britany Viguerie
- Pays d'origine :  États-Unis
- Langue de tournage : anglais
- Format : couleurs
- Genres : Catastrophe et science-fiction
- Durée : 82 minutes
- Date de sortie[1] :
  -  États-Unis : 26 novembre 2011

## Distribution
- Jason London : David Grange
- Erin Cahill : Samantha Winter
- Stacy Keach : Marcus Grange
- Lance E. Nichols : Le sénateur Aldrich
- Stanton Barrett : Un agent des services secrets
- Gary Grubbs : Le colonel Neilson
- Indigo : Chloe Aldrich
- Wes Brown : Jacob Grange
- Griff Furst : Un agent des services secrets
- Billy Slaughter (en) : Richie
- Miles Doleac (en) : Le secrétaire de la défense

## Production

### Lieux de tournage
Le film a été tourné à Lafayette en Louisiane.

## Musique
Sauf indication contraire ou complémentaire, les informations mentionnées dans cette section proviennent du générique de fin de l'œuvre audiovisuelle présentée ici.
- Forever plus a day.